# Stormbringer (épée)
Pour les articles homonymes, voir Stormbringer.
Stormbringer est une épée de fiction apparaissant dans le Cycle d'Elric de l'écrivain Michael Moorcock. Elle fait sa première apparition dans la nouvelle « La Cité qui rêve » (The Dreaming City (en)), parue en juin 1961 dans le no 47 du magazine Science Fantasy.
C'est l'arme d'Elric de Melniboné, le héros du roman. Grande épée noire dont la lame est gravée de runes, Stormbringer a pour particularité d'absorber l'âme des êtres qu'elle tue et de transmettre une partie de leur force vitale à celui qui la manie.
Créée par les forces du Chaos, Stormbringer possède une sœur jumelle, Mournblade.

## Histoire fictionnelle

### Elric
Stormbringer a été forgée par une race très ancienne pour emprisonner une puissante entité, voire déité, appartenant au Chaos. Cette épée aurait appartenu aux empereurs de Melniboné lors des jeunes années de ce royaume. Puis, jugée trop dangereuse (Balo, un dieu et bouffon à la cour du Chaos, dira d'elle qu'elle est puissante dans « tous les mondes »), Stormbringer fut envoyée dans une autre dimension avec sa sœur jumelle Mournblade. D'autres lames similaires apparaissent dans le dernier tome du cycle d'Elric, Stormbringer.
Elric de Melniboné découvre l'épée en poursuivant son cousin Yyrkoon après que celui-ci a enlevé sa bien-aimée, Cymoril. Leur affrontement s'achève dans la Caverne de la Chair, un lieu extraplanaire où Elric s'empare de Stormbringer tandis qu’Yyrkoon échoue à maîtriser sa jumelle Mournblade. Ces événements sont relatés dans la préquelle du cycle, Elric des Dragons.
Grâce à la force que lui transmet l'épée, Elric, un albinos chétif, ne dépend plus des drogues qui lui étaient jusqu'alors nécessaires pour sa survie, mais c'est un avantage à double tranchant : Elric ne parvient pas toujours à maîtriser la soif de sang de Stormbringer (qui tue parfois de son propre chef). C'est ainsi qu'il tue bon nombre de ses amis à cause de l'épée, notamment sa promise Cymoril, son allié l'archer rouge Rackhir, sa maîtresse Zarozinia et son meilleur ami Tristelune d'Elwher. Finalement, Elric lui-même succombera à son épée, qui partira en défiant jusqu'à la Balance Cosmique, mais ne survivra pas à la conjonction du million de sphères, où toutes les règles du Multivers seront redéfinies, faute d'un Champion Éternel à accompagner (Corum se suicidera pour ne pas lui être lié).

### Les autres Champions Éternels
D'autres incarnations du Champion Éternel manient parfois une épée noire similaire à Stormbringer, par exemple Erekosë dans Le Champion éternel, ou une incarnation similaire comme l'Épée de l'Aube de Dorian Hawkmoon.

## Dans la culture populaire

### Jeux
- En 1979 le scénario pour le jeu de rôle Advanced Dungeons & Dragons intitulé White Plume Mountain (en), écrit par Lawrence Schick (en) et publié par TSR[3] comportait une épée magique appelée Blackrazor, une lame vampirique noire créée à partir d'un être extra-dimensionnel. Schick a déclaré plus tard qu'il était « un peu gêné à ce jour par Blackrazor, dans la mesure où c'est une telle arnaque flagrante de la Stormbringer d'Elric ; Je ne l'aurais pas mis dans le scénario si j'avais jamais pensé qu'il pourrait être publié »[4].
- Dans le jeu de rôle Mournblade, publié en décembre 2012 par le Département des sombres projets.
- Stormbringer, jeu de rôle publié par Chaosium en 1981.

### Musique
- Stormbringer est un morceau du groupe Deep Purple qui apparait dans l'album Stormbringer (1974). Néanmoins, il ne s'agit pas d'une référence volontaire.
- Dans l'album Cultösaurus Erectus (1980) du groupe Blue Öyster Cult, la chanson Black Blade, coécrite avec Moorcock, fait référence à Stormbringer[5],[6],[7].
- En 1982, le groupe Hawkwind sort l'album The Chronicle of the Black Sword (« Les Chroniques de l'épée noire »), qui retrace l'histoire d'Elric et de Stormbringer.
- Dans la chanson La Garde meurt mais ne se rend pas (1998) de Shurik'n et Faf LaRage[8].